# بلدة كاس (مقاطعة غرين)
بلدة كاس هي بلدة مدنية غير نشطة في مقاطعة غرين التابعة لولاية ميزوري في الولايات المتحدة الأمريكية.
سميت البلدة باسم السياسي لويس كاس.